# 巴爾卡 (奧維季奧波利區)
46°22′52″N 30°39′17″E / 46.38111°N 30.65472°E
巴爾卡（烏克蘭語：Балка）是位於烏克蘭西南部的村莊，由敖德萨州敖德萨区的塔伊羅韋市鎮負責管轄。該村始建於1924年，面積0.27平方公里，海拔高度23米，2001年人口14，人口密度每平方公里52.63人。